# Molecular
Molecular ist ein Jazzalbum von James Brandon Lewis. Die am 13. Januar 2020 im OktavenAudio Studio, Mt Vernon, New York entstandenen Aufnahmen erschienen 2020 auf Intakt Records.

## Hintergrund
Nachdem Lewis sich zuvor mit der Idee der Rebellion (in An UnRuly Manifesto) und einer historischen Wertschätzung für das Saxophon-Duo-Setting (Live at Willisau) befasst hatte, thematisierte er bei Molecular wissenschaftliche Aspekte. Bei diesem Album-Projekt, für das er eine eigene Band zusammenstellte, verwendete Lewis die Komponentenstruktur der DNA-Doppelhelix als Leitfaden, schrieb S. Victor Aaron. Mitglieder seines Quartetts sind der Pianist Aruán Ortiz, der Bassist Brad Jones und der Schlagzeuger Chad Taylor.

## Titelliste
- James Brandon Lewis Quartet : Molecular (Intakt CD 350)

1. A Lotus Speaks 4:31
2. Of First Importance 3:37
3. Helix 4:45
4. Per 1 1:45
5. Molecular 6:23
6. Cesaire 2:18
7. Neosho 6:59
8. Per 2 2'11
9. Breaking Code 5:33
10. An Anguish Departed 5:08
11. Loverly 3:19

Alle Kompositionen stammen von James Brandon Lewis.

## Rezeption
Nach Ansicht von Dan McClenaghan, der das Album in All About Jazz rezensierte, es sei vielleicht ein großer Aufwand erforderlich, um genau zu verstehen, woher Lewis auf intellektueller Ebene kommt, doch es bestehe wirklich keine Notwendigkeit, diese Anstrengung zu unternehmen. Letztlich gehe es alleine um die Musik. Wie viele Zuhörer hätten tatsächlich ein umfassendes Verständnis für Ornette Colemans Konzept der Harmolodics? Maßgeblich sei die entstehende Musik. Neben seinen erstklassigen und etwas unkonventionellen Kompositionen und seinem kraftvollen Spiel zeige sich Lewis’ größte Stärke in der Fähigkeit, 46 Minuten Musik mit einer Kontinuität von Fokus und künstlerischer Vision zu schaffen, Klängen, die gleichzeitig einnehmend und herausfordernd sind. Zart und nachdenklich in einer Minute, feurig und roh in der nächsten – die sanft hymnische Titelmelodie, das bedrohliche "An Anguish Departed", das unverfroren schöne "Loverly", das das Album abschließt. James Brandon Lewis sei eine provokative und aufregende künstlerische Stimme.

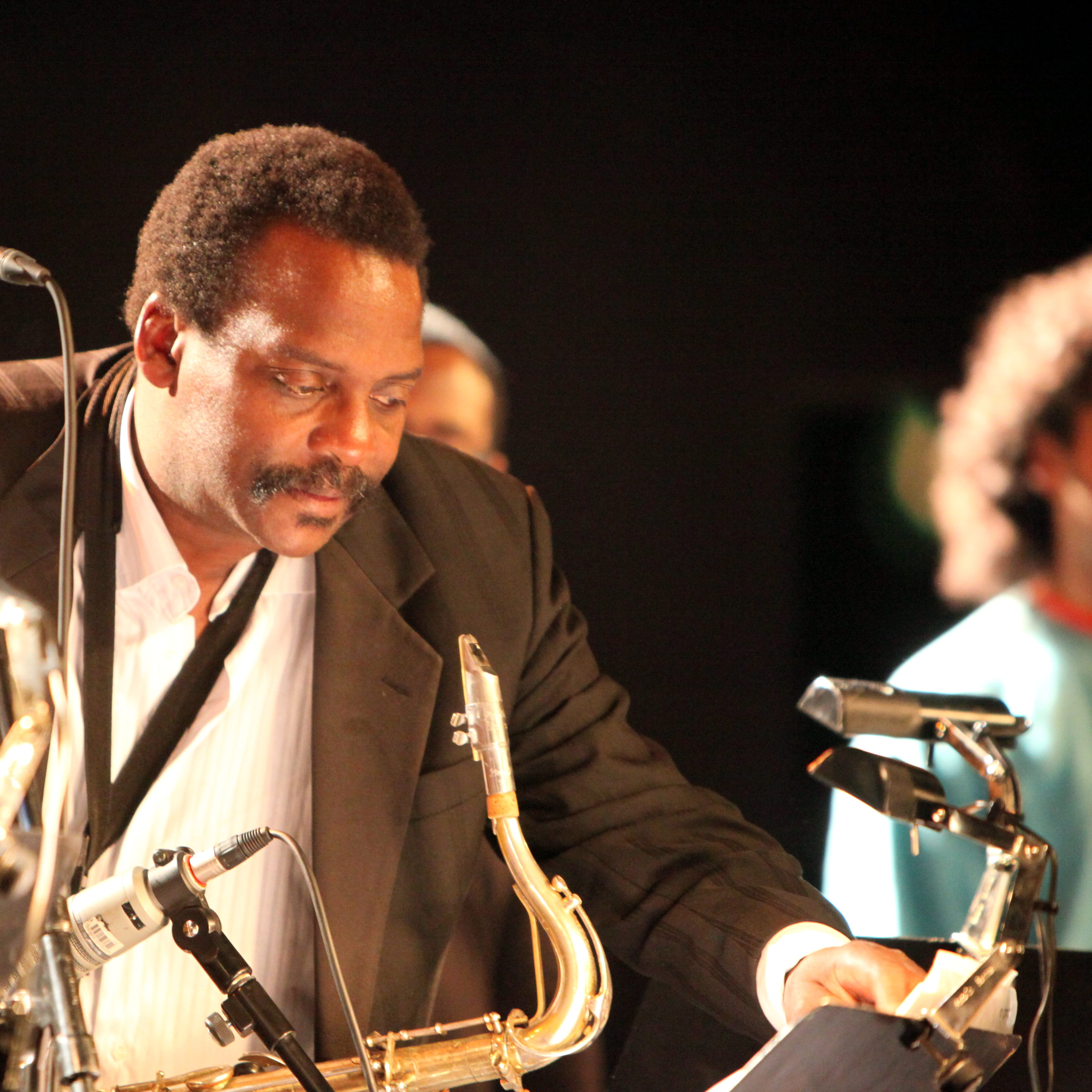
David Murray bei einem Konzert auf dem Cully Jazz Festival 2011

Der Kritiker von Jazzhalo meinte, Brandon Lewis habe die gesamte Geschichte des modernen Tenorsaxophons im Jazz vollständig aufgenommen: John Coltrane, Pharoah Sanders, Archie Shepp, Albert Ayler oder David Murray; er transzendiere sie in einem persönlichen und originellen Stil. So bleibe er „den großen Namen der Négritude verbunden, wie bei Aimé Césaire, dem Autor des Cahier d'un Retour au Pays natal (1939), um zu grüßen: "Diejenigen, die nur Reisen der Entwurzelung gekannt haben"“.
S. Victor Aaron (Something Else!) schrieb, was Molecular von einer „soliden“ Jazz-Platte unterscheide, sei eine besondere Gruppendynamik unter Männern, die gerne Risiken eingehen und einfahrene Pfade meiden. Es gab zwar eine Menge intellektueller Inspiration für die Entstehung von Molecular, aber am Ende sei es wirklich nicht so wichtig, so der Autor, die nicht-musikalischen, im Hirn angesiedelten Quellen für das Material zu verstehen.
Nach Ansicht von Dave Cantor (Down Beat) böten die Stücke, unabhängig davon, in welcher Folge man sie sich anhöre, wahrscheinlich „einen tieferen Einblick in Lewis’ expandierendes Universum intellektueller Verliebtheit“. Dennoch gebe es in dieser Post-Bop-Konfiguration Momente des besten Zusammenspiels des Quartetts.
Aaron Cohen schrieb im Chicago Reader, die Vorstellung von der Doppelhelix passe auf die Art und Weise, wie Lewis’ Kompositionen eine Welt unterschiedlicher Quellen zusammenweben. Die Mitglieder seines Quartetts leben von solchen Kontrasten, und auf Molecular verflechten sie Anmutung von Geheimnis und Freude. Lewis’ Spielweise auf dem Tenorsaxophon deute oft auf klassischen Swing und Spirituals hin, besonders in der Schlussballade "Loverly". Er habe sich schon einmal mit diesem Gebiet befasst, so der Autor. Auf seinem Album Live at Willisau (ein Duett mit Chad Taylor), enthält eine Überarbeitung von Duke Ellingtons „Come Sunday“. Aber auf Molecular setze seine Gruppe all diese inspirierenden Elemente zu etwas völlig Originellem zusammen, resümiert Cohen.